# Axtell (Nebraska)
Axtell és una població dels Estats Units a l'estat de Nebraska. Segons el cens del 2000 tenia 696 habitants.

## Demografia
Segons el cens del 2000, Axtell tenia 696 habitants, 258 habitatges, i 190 famílies. La densitat de població era de 707,2 habitants per km².
Dels 258 habitatges en un 41,9% hi vivien nens de menys de 18 anys, en un 62% hi vivien parelles casades, en un 9,3% dones solteres, i en un 26% no eren unitats familiars. En el 22,1% dels habitatges hi vivien persones soles el 12,4% de les quals corresponia a persones de 65 anys o més que vivien soles. El nombre mitjà de persones vivint en cada habitatge era de 2,68 i el nombre mitjà de persones que vivien en cada família era de 3,15.
Per edats la població es repartia de la següent manera: un 32,3% tenia menys de 18 anys, un 5,6% entre 18 i 24, un 30,2% entre 25 i 44, un 19,5% de 45 a 60 i un 12,4% 65 anys o més.
L'edat mediana era de 36 anys. Per cada 100 dones de 18 o més anys hi havia 88,4 homes.
La renda mediana per habitatge era de 40.625 $ i la renda mediana per família de 41.750 $. Els homes tenien una renda mediana de 28.693 $ mentre que les dones 21.875 $. La renda per capita de la població era de 16.459 $. Aproximadament el 7,5% de les famílies i el 7,2% de la població estaven per davall del llindar de pobresa.

## Poblacions més properes
El següent diagrama mostra les poblacions més properes.